# Edo Haan
T.J. (Edo) Haan (Hengelo, 20 januari 1957) is een Nederlands econoom, politicus en bestuurder. Hij is lid van de PvdA.

## Biografie
Haan is in 1982 afgestudeerd en in 1998 gepromoveerd in de algemene economie op zijn proefschrift 'Antilliaanse instituties. De economische ontwikkeling van de Nederlandse Antillen en Aruba 1969-1995' aan de Rijksuniversiteit Groningen. Van 1982 tot 1985 was hij werkzaam als beleidsadviseur Algemene Zaken bij de Centrale Bank van de Nederlandse Antillen.
Van 1985 tot 1997 was Haan werkzaam als beleidsadviseur Financieel Economische Zaken, Parlementaire Zaken en Technologiebeleid op het ministerie van Economische Zaken. Van 1997 tot 2002 was hij projectleider Elektronische Overheid op het ministerie van Binnenlandse Zaken en Koninkrijksrelaties. Daarnaast was hij van 1998 tot 2002 lid van de gemeenteraad van Zoetermeer.
Van 2002 tot 2014 was Haan wethouder en locoburgemeester van Zoetermeer. In zijn portefeuille had hij onder andere Financiën, Werk & Inkomen, Wonen & Bouwen en Netwerken. Vanaf 1 september 2014 was hij managing consultant bij Berenschot. Van 2 november 2015 tot 15 april 2023 was hij burgemeester van Maassluis. Van 8 maart 2023 tot 23 april 2024 was hij waarnemend burgemeester van Zwijndrecht.
Op 18 juni 2024 werd Haan voorzitter van de Historische Vereniging Maassluis (HVM).
Haan is gehuwd en vader van twee kinderen.
- Gemeinsame Normdatei: 173238963
- International Standard Name Identifier: 0000 0000 6755 0403
- Library of Congress Control Number: n90706458
- Nederlandse Thesaurus van Auteursnamen: 082009767
- Virtual International Authority File: 278566287
- WorldCat: E39PBJcC46y7fYyWCRPtqT7CQq